# Olive Kitteridge
Olive Kitteridge es una novela de la autora estadounidense Elizabeth Strout publicada en 2008 por Random House.
La obra retrata al personaje homónimo y a otras figuras recurrentes en la ciudad costera de Crosby, Maine. Consiste en trece cuentos interconectados pero discontinuos en términos narrativos. Ganó el premio Pulitzer de ficción de 2009 y fue finalista del premio del Círculo Nacional de Críticos de Libros de 2008.
HBO produjo una miniserie de cuatro partes basada en la novela, con Frances McDormand en el papel principal, que se emitió el 2 y 3 de noviembre de 2014. La serie ganó ocho premios en los Primetime Emmys de 2015.
Una secuela de la novela, titulada Olive, Again, fue publicada el 15 de octubre de 2019 por Random House.

## Estructura y trama
Los capítulos (o cuentos cortos) del libro presentan un mosaico de personajes y anécdotas que permiten ver la vida de Olive desde diversas perspectivas, sea como protagonista o actriz secundaria, y conocer la historia de la ciudad y sus habitantes. Sobre el método de Strout escribió The Guardian: "Estos libros están estructurados como colecciones de historias vinculadas, pero el editor de Strout los llama novelas. Podría ser más exacto decir que son el equivalente narrativo en prosa de una serie dramática de televisión de larga duración. Los personajes (muchos de ellos familiares de libros anteriores) pasan al primer plano para protagonizar sus propias historias, luego retroceden, para ser vislumbrados mucho más tarde, mientras tanto, sus vidas han seguido adelante. Sin embargo, independientemente de cómo se elija clasificarlas, las colecciones de Olive tienen la amplitud y la sutileza emocional de las novelas más exhaustivas."
La novela abarca un período de veinticinco años y narra la conmovedoramente dulce, mordazmente divertida y devastadoramente trágica historia de una serie de personajes en una aparentemente plácida ciudad de Nueva Inglaterra. Rica en asuntos ilícitos, crimen y tragedia, es contada a través del lente de Olive, cuyo complicado ingenio y conducta dura enmascaran un corazón cálido pero atribulado, poseyendo un acérrimo centro moral. Olive, que tiene opiniones sobre todo, pero fracasa como esposa, madre y maestra, es una mujer brusca, impaciente, profundamente entristecida y desilusionada, que es más temida que amada. Como en algún momento lo percibe su marido: "ella emanaba una oscuridad que parecía instalada a su lado como una conocida que no quisiera marcharse." Crosby, el pequeño pueblo en la costa atlántica, es como ella: pasan pocas cosas, pero los recuerdos duran toda la vida. La ambivalencia, la malicia, todo está tallado en piedra, pero solo sale a luz de forma indirecta, nunca completamente, siempre con medias verdades. Cada familia tiene su lado oscuro, que solo se rumorea. La gente se reúne en la iglesia, en los funerales... y permanece en silencio. La ciudad es también el protagonista, se puede escapar de ella, pero el precio es alto: divorcio, suicidio, enfermedad. La protagonista es en su franqueza, descontento e implacable honestidad un factor distorsionante, que pone en tela de juicio la vida cotidiana de la ciudad, con sus pulcros patios delanteros, el hermoso paisaje, el club de botes, y la habitual hipocresía. Sus convicciones y juicios son lapidarios e irreversibles: considera a George W. Busch un cowboy descerebrado y a su marido un iluso. Dice de sí misma: "yo no soy nada sofisticada. Soy, básicamente, una campesina. Y soy pasional e intransigente como los campesinos."
En el cuento Marea creciente un candidato al suicidio intenta salvar a una mujer que está a punto de ahogarse. Luchando con el oleaje piensa: "¡Oh, mundo loco, absurdo e incognoscible! Cuánto quería vivir ella, cuánto quería resistir." Tal vez la frase reproduzca la visión del mundo de Elzabeth Strout.

## Recepción
Eva Menasse, la escritora y periodista austríaca, considera que la novela es una versión del siglo XXI de Winesburg, Ohio, la famosa  obra de Sherwood Anderson publicada 1919 . Elisabeth Strout serpentea entre escenas en regiones completamente diferentes de la vida y el mundo, ahorrando a los lectores poco en abismos y percepciones desafortunadas . El milagro, sin embargo, es que la lectura reconcilia al lector, al mismo tiempo, con el fatalismo.
El crítico Robert Allen opina que "Como lo hizo Sherwood Anderson en las historias interconectadas de Winesburg, Ohio, como lo hizo Theodore Dreiser en su cuento corto, El viejo vecindario, y como advirtió Thomas Wolfe en No puedes volver a casa, Strout transmite vívidamente el delicado equilibrio que existe entre el deseo de salir de casa y la necesidad desesperada de volver para descubrir el trauma sempiterno de la memoria."
La escritora Melissa Bank comenta que: „Olive Kitteridge es una obra maestra: la escritura es tan perfecta que ni siquiera se percibe; la historia es tan vívida, que es más que leerla, se la experimenta de primera mano.”